# 尤里卡 (犹他州)
尤里卡（英語：Eureka）是美国犹他州贾布县下属的一座城市。建市于1870年，面积大约为1.51平方英里（3.9平方公里），海拔约为6,430英尺（1,960米）。根据2010年美国人口普查，该市有人口669人。